# Batalha de Laon

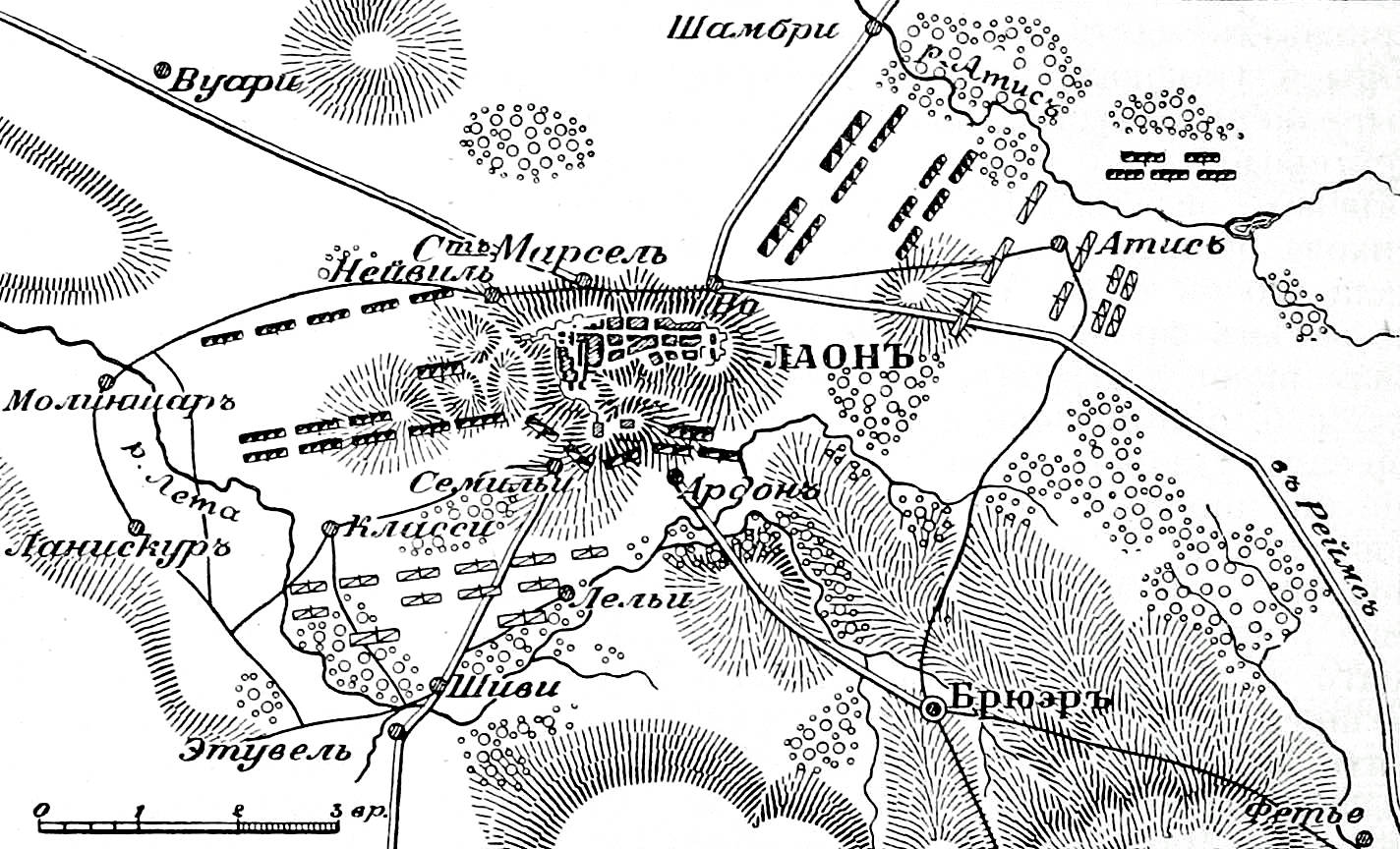
Esquema de mapas para o artigo "Laon". Enciclopédia Militar de Sitin (São Petersburgo, 1911-1915)

A Batalha de Laon, ocorrida em 9–10 de março de 1814, foi um confronto crucial durante os últimos meses das Guerras Napoleônicas.

## Prelúdio
Após seu custoso sucesso na Batalha de Craonne, Napoleão procurou explorar a desordem dentro do Exército da Silésia do General Blücher. Blücher havia recuado para a fortificada cidade no topo da colina de Laon, onde consolidou suas forças, reforçadas por contingentes prussianos e russos. A importância estratégica de Laon residia em seu papel como um importante entroncamento rodoviário, dominando o terreno e oferecendo vantagens naturais de defesa. Napoleão, ciente da necessidade urgente de deter o avanço de Blücher em direção a Paris, reuniu uma força francesa menor, mas determinada, enfraquecida por baixas e linhas de suprimento estendidas. Apesar de sua perspicácia estratégica, Napoleão enfrentava um desafio formidável: uma força aliada numericamente superior e bem preparada sob um comandante experiente e resoluto.
A aproximação francesa a Laon foi repleta de dificuldades. As tropas de Napoleão estavam exaustas de campanhas contínuas, e o suporte logístico era inadequado. Em 8 de março, uma densa neblina ocultou os movimentos franceses enquanto Napoleão dividia suas forças, visando flanquear os Aliados e explorar fraquezas em sua linha defensiva. No entanto, a coordenação sofreu devido à baixa visibilidade e à chegada tardia do corpo de exército do Marechal Marmont. Blücher, que inicialmente considerara recuar, capitalizou essas demoras e ordenou que suas tropas mantivessem suas posições. Os Aliados estabeleceram uma forte linha defensiva ancorada pela artilharia nas alturas de Laon, com vilarejos como Ardon e Semilly servindo como bastiões avançados. Napoleão, indiferente às adversidades, lançou ataques exploratórios, esperando desalojar as posições aliadas e forçar uma vitória decisiva.

## Campo de Batalha
O campo de batalha em Laon era estrategicamente significativo devido às suas vantagens naturais. A cidade situava-se no topo de uma colina de cume plano, elevando-se a mais de 100 metros acima do campo circundante, proporcionando excelente visibilidade e uma posição dominante para operações defensivas. A área ao norte era aberta e plana, ideal para movimentos de tropas em grande escala, enquanto as aproximações ao sul apresentavam terreno acidentado e arborizado, complicando as manobras ofensivas. Os vilarejos de Ardon e Semilly, localizados na base da colina, serviam como fortes postos avançados defensivos para as forças aliadas.
Blücher capitalizou o potencial defensivo de Laon ao posicionar suas forças ao longo da crista, apoiadas por uma extensa rede de artilharia. As principais estradas convergindo em Laon faziam dela um centro logístico vital, e sua elevação natural dava aos Aliados uma vantagem decisiva tanto na defesa quanto na observação. As forças de Napoleão, aproximando-se pelo sul, enfrentaram obstáculos significativos ao tentar desalojar as tropas prussianas e russas entrincheiradas.

## Preparativos
Blücher contava agora com cerca de 90.000 soldados e 176 canhões. O corpo prussiano de Friedrich Wilhelm Freiherr von Bülow foi designado para a defesa da própria Laon. A ala ocidental de Blücher era coberta por um corpo russo sob Ferdinand von Wintzingerode, enquanto a ala oriental era defendida por dois corpos prussianos sob os generais Yorck e Kleist. Dois corpos russos sob os generais Langeron e Osten-Sacken estavam na reserva. Após Craonne, Napoleão levou a maior parte de suas forças ao nordeste, rumo a Laon, enquanto destacava cerca de 10 000 soldados sob Marmont para avançar sobre Laon via a estrada de Berry-au-Bac.

## Batalha
A Batalha de Laon começou na manhã de 9 de março de 1814, com as forças de Napoleão Bonaparte avançando para enfrentar o Exército da Silésia, comandado por Blücher. O exército aliado, composto principalmente por tropas prussianas e russas, contava com cerca de 90 000 soldados, superando consideravelmente os 39.000 homens do exército francês. Napoleão, apesar das adversidades, buscava explorar qualquer fraqueza nas linhas inimigas para obter uma vitória decisiva.
A batalha prosseguiu com ataques franceses contra as linhas aliadas, que foram enfrentados com forte resistência. A artilharia prussiana e russa, posicionada nas alturas de Laon, infligiu pesadas baixas aos franceses, dificultando seu avanço.
Ao longo do dia 10 de março, os ataques franceses continuaram sem sucesso. Ao perceber que não conseguiria romper as defesas aliadas, Napoleão ordenou a retirada sob a cobertura da escuridão, evitando perdas ainda maiores.

## Consequências
Apesar da derrota, Napoleão logo retomou a ofensiva e infligiu uma derrota a um corpo inimigo isolado na Batalha de Reims (1814). Contudo, a vitória aliada em Laon impediu Napoleão de continuar sua campanha no norte, permitindo que os Aliados seguissem em direção a Paris, culminando na Batalha de Paris (1814).